# Grb Samoe
Grb Samoe inspiriran je grbom Ujedinjenih Naroda. 
Sastoji se od štita na kojem je prikazano zviježđe Južnog križa na tamnoplavoj podlozi, a iznad se nalazi palma. Iznad štita je križ, a okolo je mreža meridijana i paralela, te dvije maslinove grančice, kao na grbu UN-a.
Ispod štita je traka s državnim geslom Samoa se temelji na Bogu.